# U-961
Unterseeboot 961 foi um submarino alemão do Tipo VIIC, pertencente a Kriegsmarine que atuou durante a Segunda Guerra Mundial.
O U-961 esteve em operação entre os anos de 1943 e 1944, realizando neste período 1 patrulhas de guerra.
O submarino foi afundado por cargas de profundidade lançadas pelo HMS Starling  no dia 39 de março de 1944, causando a morte de todos os 49 tripulantes.

## Comandantes
| Comandante          | Data                                         |
| ------------------- | -------------------------------------------- |
| Oblt. Klaus Fischer | 4 de fevereiro de 1943 - 29 de março de 1944 |

## Subordinação
Durante o seu tempo de serviço, esteve subordinado às seguintes flotilhas:
| Período                                      | Flotilha                  |
| -------------------------------------------- | ------------------------- |
| 4 de fevereiro de 1943 - 29 de março de 1944 | 5. Unterseebootsflottille |

## Coordenadas
1. ↑  em posição 64° 31' N 3° 19' O